# دود آبی
دود آبی (انگلیسی: Blue Smoke)یک فیلم آمریکایی است که در سال ۲۰۰۷ میلادی ساخته شد. ژانر این فیلم درام-رومانتیک است.